# Список гімнів частин держав

## Європа
| Держава                                                                    | Назва | Затвердження                                       | Слова | Мелодія | Аудіофайл |
| -------------------------------------------------------------------------- | --- | -------------------------------------------------- | --- | --- | --------- |
| Австрія                                                                    | |                                                    | | |           |
| Докладніше : Список гімнів земель Німеччини, Австрії і Швейцарії#Австрія   | |                                                    | | |           |
| Бельгія                                                                    | |                                                    | | |           |
| Валлонія                                                                   | «Пісня валлонців» (валлон. «Li tchant des Walons» фр. «Le Chant des Wallons»)                                     | 15 липня 1998                                      | Теофіл Бові, 1900                                                                                                   | Луїс Хілліе, 1901                                                                                                   |           |
| Фландрія                                                                   | «Фламандський лев» (флам. нід. «De Vlaamse Leeuw»)                                                                | 6 липня 1973                                       | Карел Мірі | Хіполет Ван Пен |           |
| Боснія і Герцеговина                                                       | |                                                    | | |           |
| Республіка Сербська                                                        | «Моя республіка» (серб. «Моја Република» хорв. «Moja Republika» босн. «Moja Republika»)                           | 15 липня 2008                                      | Младен Матович | Младен Матович |           |
| Велика Британія                                                            | |                                                    | | |           |
| Англія                                                                     | «Єрусалим» (англ. «Jerusalem»)                                                                                    | 1963 (де-факто)                                    | Вільям Блейк, 1804                                                                                                  | Х'юберт Перрі, 1916 Едвард Елгар                                                                                    |           |
| Англія                                                                     | «Земля надії і слави» (англ. «Land of Hope and Glory»)                                                            | 1902 (де-факто)                                    | Артур Бенсон | Едвард Елгар |           |
| Гернсі                                                                     | «Дорогий Гернсі» (гернс. «Sarnia Chérie» англ. «Dear Guernsey»)                                                   | 1911                                               | Джордж Дейтон, 1911                                                                                                 | Доменіко Сантанджело, 1911                                                                                          |           |
| Джерсі                                                                     | «Моя Нормандія» (фр. «Ma Normandie» англ. «My Normandy»)                                                          | 1836                                               | Фредерік Бера, 1835                                                                                                 | Фредерік Бера, 1835                                                                                                 |           |
| Острів Мен                                                                 | Національний гімн острова Мен (менс. Arrane Ashoonagh Vannin англ. Isle of Man National Anthem)                   | 21 березня 1907 (де-факто) 22 січня 2003 (де-юре)  | Вільям Генрі Джилл, Джон Нін, 1907                                                                                  | Вільям Генрі Джилл                                                                                                  |           |
| Північна Ірландія                                                          | «Ірландський призов» (англ. «Ireland's Call»)                                                                     | 1995 (де-факто)                                    | Філ Коултер, 1995                                                                                                   | Філ Коултер, 1995                                                                                                   |           |
| Уельс                                                                      | «Земля моїх батьків» (валл. «Hen Wlad fy Nhadau» англ. «Land of My Fathers»)                                      | 1856 (де-факто)                                    | Еван Джеймс, 1856                                                                                                   | Джеймс Джеймс, 1856                                                                                                 |           |
| Шотландія                                                                  | «Квітка Шотландії» (англ. Flower of Scotland шотл. O Flouer o Scotland шотл. гел. O Fhlùir na h-Alba)             | 1967 (де-факто)                                    | Рой Вільямсон | Рой Вільямсон |           |
| Ангілья                                                                    | «Боже, благослови Ангілью» (англ. «God Bless Anguilla»)                                                           | 1981                                               | Алекс Ричардсон | Алекс Ричардсон |           |
| Бермудські Острови                                                         | «Вітаю, Бермуди» (англ. «Hail to Bermuda»)                                                                        | ?                                                  | ? | Беттер Джон |           |
| Британські Віргінські Острови                                              | «О, чудові Віргінські острови» (англ. «Oh, Beautiful Virgin Islands»)                                             | 24 липня 2013                                      | Аяна Халл, 2011 | Аяна Халл, Карім-Нельсон Халл, 2011                                                                                 |           |
| Гібралтар                                                                  | Гімн Ґібралтару (англ. Gibraltar Anthem)                                                                          | 18 жовтня 1994                                     | Пітер Емберлі, 1994                                                                                                 | Пітер Емберлі, 1994                                                                                                 |           |
| Кайманові Острови                                                          | «Улюблений острів Кайман» (англ. «Beloved Isle Cayman»)                                                           | 1930                                               | Лейла Росс-Шайр | Лейла Росс-Шайр |           |
| Монтсеррат                                                                 | «Батьківщина» (англ. «Motherland»)                                                                                | 2014                                               | Джордж Іріш | Говард Фергус |           |
| Піткерн                                                                    | «Прийдіть, благословенні» (англ. «Come ye Blessed»)                                                               | ?                                                  | Євангеліє від Матвія (розділ 25, вірші 34-36, 40)                                                                   | ? |           |
| Острови Святої Єлени, Вознесіння і Тристан-да-Кунья                        | «Мій острів Святої Єлени» (англ. «My Saint Helena Island»)                                                        | ?                                                  | Дейв Мітчелл, 1975                                                                                                  | Дейв Мітчелл, 1975                                                                                                  |           |
| Острови Теркс і Кайкос                                                     | «Ця земля наша» (англ. «This Land of Ours»)                                                                       | 1930                                               | Конрад Хауелл | Конрад Хауелл |           |
| Фолклендські Острови                                                       | «Пісня Фолклендських островів» (англ. «Song of the Falklands»)                                                    | 1930                                               | Крістофер Ленхен | Крістофер Ленхен |           |
| Данія                                                                      | |                                                    | | |           |
| Гренландія                                                                 | «Ти наша старовинна земля» (гренл. «Nunarput utoqqarsuanngoravit»)                                                | 1916                                               | Генріх Лунд | Джонатан Петерсен                                                                                                   |           |
| Гренландія                                                                 | «Земля великих простор» (гренл. «Nuna asiilasooq»)                                                                | 1979                                               | Генріх Лунд | Джонатан Петерсен                                                                                                   |           |
| Фарерські острови                                                          | «Ти, чарівна моя земля» (фар. «Tú alfagra land mítt»)                                                             | 1908                                               | Сімун ав Скарді, 1906                                                                                               | Петур Альберг, 1907                                                                                                 |           |
| Іспанія                                                                    | |                                                    | | |           |
| Андалусія                                                                  | «Біло-зелений прапор» (ісп. «La bandera blanca y verde»)                                                          | 1981                                               | Блас Інфанте | Хосе дель Кастильо Діаз                                                                                             |           |
| Арагон                                                                     | Гімн Арагону (ісп. Himno de Aragón)                                                                               | 22 квітня 1989                                     | Ільдефонсо Мануель Гіл, Анджел Гуйнда, Розендо Телло, Мануель Вілас                                                 | Антон Гарсіа Абріль                                                                                                 |           |
| Астурія                                                                    | «Астурія, моя кохана Батьківщина» (аст. «Asturias, Patria querida»)                                               | 27 квітня 1984                                     | ? | Ігнасіо Пінейро, 1909                                                                                               |           |
| Балеарські острови                                                         | «Балеарські острови» (кат. «La Balanguera»)                                                                       | 1996                                               | Жуан Альковер | Амедеу Вивес-и-Ройг                                                                                                 |           |
| Валенсія                                                                   | «Гімн виставки» (вален. «L'Himne de l'Exposició»)                                                                 | травень 1925                                       | Жузел Саррану, Максіміліа Тоус                                                                                      | Жузел Саррану, 1909                                                                                                 |           |
| Галісія                                                                    | «Сосни» (гал. «Os Pinos»)                                                                                         | 29 травня 1984                                     | Едуардо Пондал, 1907                                                                                                | Паскуаль Вейга, 1907                                                                                                |           |
| Естремадура                                                                | Гімн Естремадури (ісп. Himno de Extremadura)                                                                      | 2 серпня 1985                                      | Хосе Родрігес Пінілья                                                                                               | Мігель дель Варко Гальєго                                                                                           |           |
| Канарські острови                                                          | «Колискова» (ісп. «Arrorró»)                                                                                      | 28 квітня 2003                                     | Беніто Кабрера | Теобальд Повер |           |
| Кантабрія                                                                  | «Гірський гімн» (ісп. «Himno a la Montaña»)                                                                       | 6 березня 1987                                     | Хуан Жареро Уресті, 1926                                                                                            | Хуан Жареро Уресті, 1926                                                                                            |           |
| Каталонія                                                                  | «Женці» (кат. «Els Segadors»)                                                                                     | 1931 (де-факто) 25 лютого 1993 (де-юре)            | Емілі Ґуаньявентс                                                                                                   | Франсеск Аліо |           |
| Країна Басків                                                              | «Вище і вище» (баск. «Gora ta Gora»)                                                                              | 1930-ті(де-факто) 14 квітня 1983 (де-юре)          | Сабіно Арана, 1902                                                                                                  | Народна мелодія |           |
| Ла-Ріоха                                                                   | Гімн автономної спільноти Ла-Ріоха (ісп. «La Rioja»)                                                              | 10 серпня 2000                                     | Лейла Мірта Мараско, 1971                                                                                           | ? |           |
| Мадрид                                                                     | Гімн автономної спільноти Мадрид (ісп. «Himno de la Comunidad de Madrid»)                                         | 24 грудня 1983                                     | Август Гарсіо Кальво                                                                                                | Пабло Сорозебал Серрано                                                                                             |           |
| Наварра                                                                    | Гімн Наварри (баск. Nafarroako Gorteen Ereserkia ісп. Himno de las Cortes)                                        | 28 травня 1986                                     | Мануель Ірібарен, 1971                                                                                              | Народна мелодія, XIX століття                                                                                       |           |
| Мелілья                                                                    | Гімн Мелільї (ісп. Himno de Melilla)                                                                              | ?                                                  | Ана Рьяньо Лопес | Аурелія Еулалія Лопес Мартін                                                                                        |           |
| Сеута                                                                      | Гімн Сеути (ісп. Himno de Ceuta)                                                                                  | 24 березня 1995                                    | Луїз Гарсія Родрігес                                                                                                | Анхель Гарсія Руїз, Матильда Тавера                                                                                 |           |
| Італія                                                                     | |                                                    | | |           |
| Валле-д'Аоста                                                              | «Гори Валле-д'Аоста» (арп. Montagnes valdôtaines)                                                                 | 16 березня 2006                                    | Альфред Роланд, 1832                                                                                                | Альфред Роланд, 1832                                                                                                |           |
| Сардинія                                                                   | Гімн Сардинії (сард. S'hymnu sardu nationale італ. L'inno nazionale sardo)                                        | XIX століття                                       | Віторіо Ангіус | Джовані Гонелла |           |
| Сицилія                                                                    | «Батьківщина» (сиц. «Matriterra» італ. «Madreterra»)                                                              | 15 травня 2003                                     | Вінсент Спампінато                                                                                                  | Вінсент Спампінато                                                                                                  |           |
| Нідерланди                                                                 | |                                                    | | |           |
| Аруба                                                                      | «Чарівна країна Аруба» (пап'ям. «Aruba Dushi Tera»)                                                               | 18 березня 1976                                    | Хуан Чабая Паду Лампе                                                                                               | Руфо Вевер |           |
| Кюрасао                                                                    | Гімн Кюрасао (пап'ям. Himno di Kòrsou)                                                                            | 26 липня 1978                                      | Радульфус, 1898 Гільєрмо Покапіо, Мей Енрікес, Енріке Мюллер, Бетті Доран, 1978                                     | Candidus Nouwens, Еррол Коліна                                                                                      |           |
| Сінт-Мартен                                                                | «O, чарівна земле Святого Мартіна» (англ. «O sweet Saint-Martin's Land»)                                          | 1958                                               | Жерар Кемпс, 1958                                                                                                   | Жерар Кемпс, 1958                                                                                                   |           |
| Бонайре                                                                    | «Земле сонця і ніжного бризу» (пап'ям. «Tera di solo i suave bientu»)                                             | 1964                                               | Юбер О. Буі | ? |           |
| Саба                                                                       | «Саба, ти виринаєш з океану» (англ. «Saba you rise from the ocean»)                                               | 1960                                               | Христина Марія Єуріссен, 1960                                                                                       | Христина Марія Єуріссен, 1960                                                                                       |           |
| Сінт-Естатіус                                                              | «Золота скеля» (англ. «Golden Rock»)                                                                              | ?                                                  | ? | ? |           |
| Молдова                                                                    | |                                                    | | |           |
| Гагаузія                                                                   | «Мій край» (гаг. «Tarafım»)                                                                                       | 4 грудня 1995 26 січня 1999 (редагування)          | Міна Кьосям | Михайло Колсам |           |
| Придністров'я                                                              | «Ми славимо тебе, Придністров'я» (рум. «Слэвитэ сэ фий, Нистрене» рос. «Мы славим тебя, Приднестровье»)           | 1992                                               | Борис Парменов, Ніколас Божк, Віталій Пищенко                                                                       | Борис Александров                                                                                                   |           |
| Німеччина                                                                  | |                                                    | | |           |
| Докладніше : Список гімнів земель Німеччини, Австрії і Швейцарії#Німеччина | |                                                    | | |           |
| Португалія                                                                 | |                                                    | | |           |
| Азорські острови                                                           | Гімн Азорських островів (порт. Hino dos Açores)                                                                   | 21 жовтня 1980                                     | Наталія Корея, 1979                                                                                                 | Жоакім Ліма, 1890 Теофіло Фразао, 1979                                                                              |           |
| Мадейра                                                                    | Гімн Мадейри (порт. Hino da Região Autónoma da Madeira)                                                           | 16 вересня 1980                                    | Орнелас Тейксейра                                                                                                   | Джон Віктор Коста                                                                                                   |           |
| Росія                                                                      | |                                                    | | |           |
| Кабардино-Балкарія                                                         | Державний гімн Кабардино-Балкарська Республіки ()                                                                 | 4 серпня 1994                                      | — | Хасан Карданов |           |
| Карачаєво-Черкесія                                                         | «Я пишаюся Прабатьківщиною!» (рос. «Древней Родиной горжусь я!»)                                                  | 9 квітня 1998                                      | Юсуф Созаруков | Аслан Дауров |           |
| Адигея                                                                     | Гімн Республіки Адигея (адиг. Адыгем и къэрал уэрэдыр)                                                            | 25 березня 1992                                    | Ісхак Машбаш | Умар Тхабісимов |           |
| Республіка Алтай                                                           | Гімн Республіки Алтай (алт. Алтай Республиканыҥ гимны)                                                            | ?                                                  | Аржан Адаров | Володимир Пешняк |           |
| Башкортостан                                                               | Державний гімн Республіки Башкортостан (башк. Башҡортостан Республикаһының Дәүләт гимны)                          | 12 жовтня 1993 (де-факто) 18 вересня 2008 (де-юре) | Равіль Бікбаєв, Рашит Шакур                                                                                         | Фаріт Ідрісов |           |
| Бурятія                                                                    | «Пісня про рідну землю» (бур. «Эхэ нютаг тухай дуун»)                                                             | 20 квітня 1995                                     | Дамба Жалсараєв | Анатолій Андрієв |           |
| Дагестан                                                                   | «Дегестан, ти свята Батьківщина!» (рос. «Дагестан, ты отчизна святая!»)                                           | 30 жовтня 2003                                     | — | Шарвані Чалаєв |           |
| Інгушетія                                                                  | Державний гімн Республіки Інгушетія (інг. Ингушетия Республикаһының милли гимны)                                  | 27 серпня 1993                                     | Рамзан Цуров | Руслан Зангієв |           |
| Калмикія                                                                   | Гімн Республіки Калмикія (калм. Хальмг Таңһчин частр)                                                             | 30 жовтня 1992                                     | Віра Шуграєва | Аркадій Манджиєв | ?         |
| Республіка Карелія                                                         | Державний гімн Республіки Карелія (рос. Гимн Республики Карелия)                                                  | 6 квітня 1993                                      | Армас Мішин, Іван Костін                                                                                            | Олександр Бєлобородов                                                                                               |           |
| Республіка Комі                                                            | Гімн Республіки Комі (комі Коми Республикаса кып)                                                                 | 4 червня 2006                                      | Ньобдінса Віттор | ? |           |
| Марій Ел                                                                   | «Мати Марій Ел» (марій. «Марий Эл, тый улат» гірськомар. «Марий Эл, äвä гань» рос. «Марий Эл, ты — как мать»)     | 9 червня 1992                                      | Давлет Ісламов, Вл. Панов                                                                                           | Юрій Євдокимов |           |
| Мордовія                                                                   | Гімн Республіки Мордовія (мокш. Мордовия Республикань Гимнать ерз. Мордовия Республикань Гимнань)                 | 30 березня 1995                                    | Сергій Кінякін | Ніна Кошелєва |           |
| Північна Осетія                                                            | Гімн Північної Осетії — Аланії (ос. Цæгат Ирыстоны гимн)                                                          | 24 листопада 1994                                  | Камал Ходов | Аркадій Цоріонті |           |
| Республіка Саха                                                            | Гімн Республіки Саха (Якутія) (якут. Саха Өрөспүүбүлүкэтин өрөгөйүн ырыата)                                       | 1993 (де-факто) 15 липня 2004 (де-юре)             | Сава Тарасов, Михайло Тимофіїв                                                                                      | Кирило Герасимов |           |
| Татарстан                                                                  | Державний гімн Республіки Татарстан (тат. Татарстан Җөмһүрияте Дәүләт гимны)                                      | 14 червня 1993                                     | Рамазан Байтімеров                                                                                                  | Рустем Яхін |           |
| Тува                                                                       | «Я - тувинець» (тув. «Мен — тыва мен»)                                                                            | 11 серпня 2011                                     | Баянцагаан Охій | Олонбаяр Гантомір                                                                                                   |           |
| Хакасія                                                                    | «Хакасія — мій край на півдні Сибіру» (хак. «Хакасия! Сибирь кiнi чирі» рос. «Хакасия, край мой, на Юге Сибири»)  | 11 лютого 2015                                     | В.Г. Шулбаєва, Г.Г. Казачинова (хакаськомовний варіант) Валадіслав Торосов (варіант російською)                     | Герман Танбаєв |           |
| Удмуртія                                                                   | Гімн Удмуртської Республіки (удм. Удмурт Республикалэн гимнэз рос. Гимн Удмуртской Республики)                    | 3 грудня 1993 (де-факто) 31 жовтня 2002 (де-юре)   | Тетяна Владикіна (удмуртськомовний варіант) Олексій Шепталін (варіант російською)                                   | Герман Корепанов, Олександр Корепанов                                                                               |           |
| Чечня                                                                      | Гімн Чеченської Республіки (чеч. Нохчийн пачхьалкхан гимн)                                                        | 28 червня 2010                                     | Ахмат Кадиров | Умар Бексултанов |           |
| Чувашія                                                                    | Гімн Чувашської Республіки (чув. Чăваш Ен гимнĕ)                                                                  | 14 липня 1997                                      | Ілля Тукташ | Герман Лебедєв |           |
| Ненецький автономний округ                                                 | Гімн Ненецького автономного округу (рос. Гимн Ненецкого автономного округа)                                       | 23 квітня 2008                                     | Інга Артеєва, 2002                                                                                                  | Тетяна Артемьва |           |
| Ханти-Мансійський автономний округ — Югра                                  | Гімн Ханти-Мансійського автономного округу — Югра (рос. Гимн Ханты-Мансийского автономного округа — Югры)         | 7 грудня 2004                                      | Олександр Радченко                                                                                                  | Олександр Радченко                                                                                                  |           |
| Чукотський автономний округ                                                | «Терени тундри» (рос. «Просторы тундры»)                                                                          | 4 жовтня 2000                                      | — | Володимир Мітюхін, Клавдія Зоріна                                                                                   |           |
| Ямало-Ненецький автономний округ                                           | Гімн Ямало-Ненецького автономного округу (рос. Гимн Ямало-Ненецкого автономного округа)                           | 17 листопада 2010                                  | Людмила Василівна Ходунова                                                                                          | Юрій Петрович Юнкеров                                                                                               |           |
| Україна                                                                    | |                                                    | | |           |
| Автономна Республіка Крим                                                  | Гімн Автономної Республіки Крим (крим. Qırım Muhtar Cumhuriyetiniñ Gimni рос. Гимн Автономной Республики Крым)    | 26 лютого 1992                                     | Ольга Голубова | Алемдар Караманов                                                                                                   |           |
| Фінляндія                                                                  | |                                                    | | |           |
| Аландські острови                                                          | «Пісня аландців» (швед. «Ålänningens sång»)                                                                       | 1922                                               | Йун Гранделль, 1922                                                                                                 | Юхан Фрідольф Хагфорс, 1922                                                                                         |           |
| Франція                                                                    | |                                                    | | |           |
| Сен-Бартельмі                                                              | Гімн Сен-Бартельмі (фр. L'Hymne à St. Barthélemy)                                                                 | ?                                                  | ? | ? |           |
| Сен-Мартен                                                                 | «O, чарівна земле Святого Мартіна» (англ. «O sweet Saint-Martin's Land»)                                          | 1958                                               | Жерар Кемпс, 1958                                                                                                   | Жерар Кемпс, 1958                                                                                                   |           |
| Реюньйон                                                                   | «Чарівна дівчинка-квітка» (фр. «P'tite fleur aimée»)                                                              | 1978                                               | Жорж Фуркад | Жульєз Фозі |           |
| Корсика                                                                    | «Боже, бережи королеву» (корс. «Diu vi salvi Regina» італ. «Dio vi salvi Regina» фр. «Que Dieu vous garde Reine») | 8 грудня 1736                                      | Франциск Героміно, 1675                                                                                             | Франциск Героміно, 1675                                                                                             |           |
| Нова Каледонія                                                             | «Єднаймося, братаймося» (фр. «Soyons unis, devenons frères»)                                                      | серпень 2010                                       | Група авторів, 2008                                                                                                 | Група авторів, 2008                                                                                                 |           |
| Французька Полінезія                                                       | «Слава Таїті-Нуї» (таїт. «’Ia ora ’o Tahiti Nui» фр. «Que vive Tahiti Nui»)                                       | 10 червня 1993                                     | Маєва Бонгуєс, Ірміне Техей, Анжель Тероротуа, Нью-Йоханна, Патрік Амару, Маматуї Луї Жан-П'єр, П'єр Селестен Новий | Маєва Бонгуєс, Ірміне Техей, Анжель Тероротуа, Нью-Йоханна, Патрік Амару, Маматуї Луї Жан-П'єр, П'єр Селестен Новий |           |
| Швейцарія                                                                  | |                                                    | | |           |
| Докладніше : Список гімнів земель Німеччини, Австрії і Швейцарії#Швейцарія | |                                                    | | |           |

## Азія
| Держава             | Назва | Затвердження    | Слова                                   | Мелодія                              | Аудіофайл |
| ------------------- | --- | --------------- | --------------------------------------- | ------------------------------------ | --------- |
| Ірак                | |                 |                                         |                                      |           |
| Іракський Курдистан | «Агов, вороже!» (сорані «ئەی ڕەقیب!» курд. «Ey Reqîb!»)                                                            | 1946            | Юнус Реуф (Дільдар), 1938               | ?                                    |           |
| Малайзія            | |                 |                                         |                                      |           |
| Куала-Лумпур        | «Прогресивна і процвітаюча» (малай. «Maju dan Sejahtera»)                                                          | 12 серпня 2006  | Саїд Індера Саїд Омар, 2011             | Датук Сухаімі Мохд. Зайн, 2011       |           |
| Лабуан              | «Прогресивна і процвітаюча» (малай. «Maju dan Sejahtera»)                                                          | 12 серпня 2006  | Саїд Індера Саїд Омар, 2011             | Датук Сухаімі Мохд. Зайн, 2011       |           |
| Путраджая           | «Прогресивна і процвітаюча» (малай. «Maju dan Sejahtera»)                                                          | 12 серпня 2006  | Саїд Індера Саїд Омар, 2011             | Датук Сухаімі Мохд. Зайн, 2011       |           |
| Малакка             | «Квітуча Малакка» (малай. «Melaka Maju Jaya»)                                                                      | 1957            | ?                                       | ?                                    |           |
| Пінанґ              | «Для нашої держави» (малай. «Untuk Negeri Kita»)                                                                   | 22 грудня 1972  | Джеймс В. Бойл                          | Джеймс В. Бойл                       |           |
| Сабах               | «Сабах моя Батьківщина» (малай. «Sabah Tanah Airku»)                                                               | 1988            | Г.Б. Герман                             | Г.Б. Герман                          |           |
| Саравак             | «Моя Батьківщина» (малай. «Ibu Pertiwiku»)                                                                         | 1988            | Ісмаїл Хассан                           | Дато Хаджі Ван Осман                 |           |
| Неґері-Сембілан     | «Благослови тебе, правитель Королівства Негері-Сембілан» (малай. «Berkatlah Yang DiPertuan Besar Negeri Sembilan») | 1911            | Туанку Мухаммад                         | Ендрю Калдекотт                      |           |
| Перліс              | «І буде так, і ніяк по-іншому» (малай. «Amin Amin Ya Rabaljalil»)                                                  | 1935            | Саід Джамалуллаіл                       | Саід Джамалуллаіл                    |           |
| Джохор              | Гімн штату Джохор (малай. Lagu Bangsa Johor)                                                                       | 1897            | Х. Мохамед Саїд Х. Сулейман, 1914       | Макертіч Галістан Абдуллах, 1897     |           |
| Кедах               | «Боже, благослови коронованого султана» (малай. «Allah Selamatkan Sultan Mahkota»)                                 | 22 березня 1937 | Алмархум Абдулла Саїд Хусейн Шахабуддін | Дж. А. Редхілл (Ретенберг)           |           |
| Келантан            | «Слава Султану» (малай. «Selamat Sultan»)                                                                          | 5 липня 1927    | Махмуд бен Хамзах, 1930                 | Хаджі Мохамед бен Мохамед Саід, 1927 |           |
| Паганґ              | «Боже, бережи султана» (малай. «Allah Selamatkan Sultan Kami»)                                                     | 1923            | Дороті Ліліан Свардер                   | Дороті Ліліан Свардер                |           |
| Перак               | «Боже, продовжи вік султану» (малай. «Allah Lanjutkan Usia Sultan»)                                                | 1901            | П'єр Жан де Беранже                     | П'єр Жан де Беранже                  |           |
| Селангор            | «Його королівська високість» (малай. «Duli Yang Maha Mulia»)                                                       | 1967            | ?                                       | Сайфул Бахрі                         |           |
| Тренґану            | Гімн Султану (малай. «Lagu Selamat Sultan»)                                                                        | 1927            | Мохамад Хашим бін Абу Бакар             | Мохамад Хашим бін Абу Бакар          |           |
| Пакистан            | |                 |                                         |                                      |           |
| Азад Кашмір         | Вільний Кашмір (урду آزاد کشمیر)                                                                                   | 1965            | Абу Аль-Асар Хафіз Юлундрі              | Абу Аль-Асар Хафіз Юлундрі           |           |
| Узбекистан          | |                 |                                         |                                      |           |
| Каракалпакстан      | Державний гімн Республіки Каракалпакстан (кар. Qaraqalpaqstan Respublikasi’ Ma’mleketlik gimni)                    | 24 грудня 1993  | Ібрагім Юсупов                          | Нажимаддин Мухаммеддинов             |           |

## Північна Америка
| Держава                 | Назва                                                                                                | Затвердження                             | Слова                                                                                        | Мелодія                               | Аудіофайл |
| ----------------------- | --- | ---------------------------------------- | -------------------------------------------------------------------------------------------- | ------------------------------------- | --------- |
| Канада                  | |                                          |                                                                                              |                                       |           |
| Альберта                | «Альберта» (англ. «Alberta»)                                                                         | листопад 2001 (де-факто)                 | Марі Кіфтенбельд                                                                             | Марі Кіфтенбельд                      |           |
| Квебек                  | «Місцеві жителі» (фр. «Gens du pays»)                                                                | 24 червня 1975 (де-факто)                | Жиль Віньйо                                                                                  | Жиль Віньйо                           |           |
| Ньюфаундленд і Лабрадор | «Ода Ньюфаундленду» (англ. «Ode to Newfoundland»)                                                    | 31 березня 1949 (де-факто) 1980 (де-юре) | Чарльз Кавендіш Бойл, 1902                                                                   | Хуберт Перрі                          |           |
| Онтаріо                 | «Край-твердиня, місце для росту» (англ. «A Place to Stand, a Place to Grow» фр. «Ontari-ari-ari-o!») | 1967 (де-факто) 1980 (де-юре)            | Річард Морріс (англомовний варіант) Ларрі Трудель (франкомовний варіант)                     | Долорес Клемен                        |           |
| Острів Принца Едварда   | «Гімн острова» (англ. «The Island Hymn» фр. «L’hymne de l’Île»)                                      | 7 травня 2010 (де-юре)                   | Люсі Мод Монтгомері (англомовний варіант), 1908 Раймонд Дж. Арсенальт (франкомовний варіант) | Лоуренс Уотсон                        |           |
| Мексика                 | |                                          |                                                                                              |                                       |           |
| Агуаскальєнтес          | Гімн Аґуаскальєнтесу (ісп. Himno de Aguascalientes)                                                  | 1867 (де-факто)                          | Естебан Авіла Мієр, 1867                                                                     | Мігель Менесес, 1867                  |           |
| Веракрус                | Гімн Веракруса (ісп. Himno Veracruzano)                                                              | ?                                        | Франсіско Морозіні Кордеро                                                                   | Ришард Сіві Мачаліка Machalica        |           |
| Герреро                 | Гімн Ґерреро (ісп. Himno a Guerrero)                                                                 | ?                                        | Франциско Фігероа Мата, Вісенте Герреро                                                      | Даміан Варгас Маргаріто               |           |
| Ґуанахуато              | Гімн Ґуанахуато (ісп. Himno de Guanajuato)                                                           | ?                                        | ?                                                                                            | ?                                     |           |
| Дуранґо                 | Гімн Дуранґо (ісп. Himno de Durango)                                                                 | ?                                        | ?                                                                                            | ?                                     |           |
| Ідальґо                 | Гімн штату Ідальґо (ісп. Himno al estado de Hidalgo)                                                 | 7 грудня 1968 (де-юре)                   | Генаро Гусмен Маєр                                                                           | Роберто Оропеза Лійона                |           |
| Кампече                 | Гімн Кампече (ісп. Himno Campechano)                                                                 | 2008 (де-юре)                            | Енріке Новело Ортегон, 1899                                                                  | Леандро Кабальєро Гарсія, 1899        |           |
| Керетаро                | Слава Керетаро (ісп. Viva Querétaro)                                                                 | ?                                        | ?                                                                                            | ?                                     |           |
| Кінтана-Роо             | Гімн Кінтана-Роо (ісп. Himno a Quintana Roo)                                                         | ?                                        | ?                                                                                            | ?                                     |           |
| Коауїла                 | Гімн Коауїли (ісп. Himno Coahuilense)                                                                | ?                                        | ?                                                                                            | ?                                     |           |
| Мехіко                  | Гімн штату Мехіко (ісп. Himno del Estado de México)                                                  | ?                                        | Херіберто Родрігес Енрікес, 1932                                                             | Мануель Есківель Есківель Дюран, 1931 |           |
| Морелос                 | Марш Морелосу і гральним кубикам (ісп. Marcha Morelense y Chingona)                                  | ?                                        | ?                                                                                            | ?                                     |           |
| Наярит                  | Гімн Наяриту (ісп. Himno a Nayarit)                                                                  | 1947 (де-факто)                          | Рафаель Карлос Кінтанілья                                                                    | Рафаель Карлос Кінтанілья             |           |
| Баха-Каліфорнія         | «Пісня про Баха-Каліфорнію» (ісп. Canto a Baja California)                                           | rowspan="2" 27 вересня 1956 (де-факто)   | Рафаель Трухільйо, 1956                                                                      | Рафаель Гама, 1956                    |           |
| Баха-Каліфорнія-Сюр     | «Пісня про Баха-Каліфорнію» (ісп. Canto a Baja California)                                           |                                          | Рафаель Трухільйо, 1956                                                                      | Рафаель Гама, 1956                    |           |
| Нуево-Леон              | Гімн штату Нуево-Леону (ісп. Himno del Estado de Nuevo Leon)                                         | 1986 (де-факто)                          | Абіель Маскаренас                                                                            | Патрісіо Гомес Джанко                 |           |
| Оахака                  | «Бог ніколи не вмирає» (ісп. Dios nunca muere)                                                       | 1868 (де-факто)                          | Хав'єр Гонсалес, 1868                                                                        | Маседоніо Алькала                     |           |
| Пуебла                  | Гімн штату Пуебла (ісп. Himno al Estado de Puebla)                                                   | 2001 (де-факто)                          | Жозефіна Еспарза Соріано                                                                     | Хуан Артуро Ортега Чавес              |           |
| Сакатекас               | Марш-гімн Сакатекас (ісп. Marcha de Zacatecas)                                                       | 1892 (де-факто)                          | Сальвадор Сіфуентес, 1892                                                                    | Хенаро Кодіна, 1892                   |           |
| Сіналоа                 | Гімн Сіналоа (ісп. Himno de Sinaloa)                                                                 | 23 квітня 2013 (де-юре)                  | Фаустіно Лопес Осуна, 2011                                                                   | Фаустіно Лопес Осуна, 2011            |           |
| Табаско                 | Марш-гімн Табаско (ісп. Marcha Tabasco)                                                              | ?                                        | Рамон Галгуера Новерола                                                                      | Ефрейн Перес Камера                   |           |
| Тамауліпас              | Гімн Тамауліпас (ісп. Himno a Tamaulipas)                                                            | грудень 1925 (де-факто)                  | Рафаель Антоніо Перес Перес                                                                  | Альфредо Тамайо Марін                 |           |
| Тласкала                | Гімн Тласкали (ісп. Himno a Tlaxcala)                                                                | ?                                        | Карлос Діас і Cea                                                                            | Карлос Діас і Cea                     |           |
| Халіско                 | Гімн штату Халіско (ісп. Himno del Estado de Jalisco)                                                | 14 вересня 2010 (де-факто)               | ?                                                                                            | ?                                     |           |
| Чіапас                  | Гімн Чіапасу (ісп. Himno a Chiapas)                                                                  | 8 грудня 1913 (де-юре)                   | Хосе Еміліо Грахалес, 1913                                                                   | Мігель Лара Васалло, 1913             |           |
| Чіуауа                  | Гімн штату Чіуауа (ісп. Himno del Estado de Chihuahua)                                               | 20 листопада 2005 (де-юре)               | Хуан Артуро Ортега Чавеса                                                                    | Хуан Артуро Ортега Чавеса             |           |
| Юкатан                  | Гімн Юкатану (ісп. Himno de Yucatán)                                                                 | 14 вересня 1868 (де-юре)                 | Мануель Соліс Паломекве                                                                      | Хасінто Куевас, 1867                  |           |
| США                     | |                                          |                                                                                              |                                       |           |
| Докладніше : Гімни США  | |                                          |                                                                                              |                                       |           |

## Південна Америка
| Держава                    | Назва                                                                        | Затвердження      | Слова                                   | Мелодія                                               | Аудіофайл |
| -------------------------- | ---------------------------------------------------------------------------- | ----------------- | --------------------------------------- | ----------------------------------------------------- | --------- |
| Аргентина                  |                                                                              |                   |                                         |                                                       |           |
| Буенос-Айрес               | «Гімн прапору Буенос-Айресу» (ісп. «Himno a la Bandera Bonaerense»)          | 2011              | Лаура Леонор Де Ла Крус, 2010           | Естаніслао Гелерато                                   |           |
| Ентре-Ріос                 | Марш-гімн Ентре-Ріосу (ісп. Marcha de Entre Ríos)                            | 1988              | Ісідоро Россі                           | Андрес Лонго                                          |           |
| Місьйонес                  | «Місьйонеска» (ісп. «Misionerita»)                                           | 23 червня 2000    | Лукас Брауліо Ареко                     | Лукас Брауліо Ареко                                   |           |
| Неукен                     | «Гімн Неукену» (ісп. «Neuquén Trabun Mapu»)                                  | 13 листопада 1991 | Освальдо Арабарко, Марсело Бербел       | Марсело Бербел                                        |           |
| Ріо-Неґро                  | Гімн Ріо-Неґро (ісп. Himno a Río Negro)                                      | ?                 | Рауль Ентрагес                          | Сальвадор Галло                                       |           |
| Сальта                     | Гімн провінції Сальта (ісп. Himno de la provincia de Salta)                  | 2010              | Хосе Аргентіно Ді Джуліо                | Хосе Аргентіно Ді Джуліо                              |           |
| Формоса                    | Марш-гімн Формоси (ісп. Himno-Marcha a Formosa)                              | 21 липня 1988     | Армандо де Віта у Ласерра, 1954         | Віктор Ріваль, 1955                                   |           |
| Чако                       | Заспіваймо пісню про Чако (ісп. «Canta tu canto Chaco»)                      | ?                 | Марта-Де-Ла-Крус Квілес                 | Рауль Оскар Керруті                                   |           |
| Бразилія                   |                                                                              |                   |                                         |                                                       |           |
| Акрі                       | Гімн штату Акрі (порт. Hino do Estado do Acre)                               | 5 жовтня 1903     | Франциско Мангабера                     | Моцарт Доніцеті                                       |           |
| Алагоас                    | Гімн штату Алагоас (порт. Hino do Estado do Alagoas)                         | 1894              | Луїс Мескіта                            | Бенедіту Сільва                                       |           |
| Амазонас                   | Гімн штату Амазонас (порт. Hino do Estado do Amazonas)                       | 1 вересня 1980    | Франциско Мангабера                     | Клаудіо Санторо                                       |           |
| Амапа                      | Гімн штату Амапа (порт. Hino do Estado do Amapá)                             | 23 квітня 1984    | Жоакім Гомес Дініц                      | Оскар Сантос                                          |           |
| Баїя                       | Гімн штату Баїя (порт. Hino do Estado do Bahia)                              | 21 квітня 2010    | Ладіслав дос Сантос Трелліс             | Хосе дос Сантос Баррето                               |           |
| Гояс                       | Гімн штату Гояс (порт. Hino do Estado do Goiás)                              | 21 вересня 2001   | Хосе Мендоса Телес                      | Жоакім Хайме                                          |           |
| Еспіриту-Санту             | Гімн штату Еспіріту-Санту (порт. Hino do Estado do Espírito Santo)           | 1894              | Пеканча Пова                            | Артур Наполеон                                        |           |
| Мараньян                   | Гімн штату Мараньян (порт. Hino do Estado do Maranhão)                       | 30 березня 1911   | Антоніо Баптиста Барбоса Годойс         | Антоніо Карлос дос Рейс Райолу                        |           |
| Мату-Гросу                 | Гімн штату Мату-Гросу (порт. Hino do Estado do Mato Grosso)                  | 5 вересня 1983    | Франсиско де Акіно Коррейя              | Еміліо Гейне                                          |           |
| Мату-Гросу-ду-Сул          | Гімн штату Мату-Гросу-ду-Сул (порт. Hino do Estado do Mato Grosso do Sul)    | 1 січня 1979      | Хорхе Антоніо Суфі, Отавіо Гомес        | Радамес Гнатталі                                      |           |
| Мінас-Жерайс               | «О Мінас-Жерайс!» (порт. «Oh! Minas Gerais»)                                 | 1985 (де-факто)   | Хосе-де-Дудука Мораіш, Мануель Араужо   | ?                                                     |           |
| Піауї                      | Гімн штату Піауї (порт. Hino do Estado do Piauí)                             | 18 липня 1923     | Антоніо Франсіско да Коста е Сільва     | Фирмен Собрейра Кардосо, Леопольдо Дамаскена Феррейра |           |
| Пара                       | Гімн штату Пари (порт. Hino do Estado do Pará)                               | 29 жовтня 1969    | Артур Теодуло Сантос Порто              | Ніколіно Мілано                                       |           |
| Параїба                    | Гімн штату Параїба (порт. Hino do Estado do Paraíba)                         | 30 червня 1905    | Ауреліо де Фігейредо                    | Авдон Міланез                                         |           |
| Парана                     | Гімн штату Парана (порт. Hino do Estado do Paraná)                           | 31 березня 1947   | Домінгуш Наскіменто                     | Бенедикт Моссурунга                                   |           |
| Пернамбуку                 | Гімн штату Пернамбуку (порт. Hino do Estado do Pernambuco)                   | 1908              | Оскар Брандао да Роча                   | Ніколіно Мілано                                       |           |
| Ріо-де-Жанейро             | Гімн штату Ріо-де-Жанейро (порт. Hino do Estado do Rio de Janeiro)           | 29 грудня 1889    | Антоніо Хосе Соарес де Соуза (молодший) | Джон Еліас да Кунья                                   |           |
| Ріу-Гранді-ду-Норті        | Гімн штату Ріу-Гранді-ду-Норті (порт. Hino do Estado do Rio Grande do Norte) | 3 грудня 1957     | Аугусто Мейра                           | Жозе Домінгос Брандао                                 |           |
| Ріу-Гранді-ду-Сул          | Гімн штату Ріу-Гранді-ду-Сул (порт. Hino do Estado do Rio Grande do Sul)     | 5 січня 1966      | Франциско Пінто да Фонтура              | Жоакім Хосе Менданха                                  |           |
| Рондонія                   | Гімн штату Рондонія (порт. Hino do Estado do Rondônia)                       | ?                 | Жоакім Араужо Ліма                      | Хосе де Мелло е Сільва                                |           |
| Рорайма                    | Гімн штату Рорайма (порт. Hino do Estado do Roraima)                         | ?                 | Дорваль Магалхаес                       | Дірсон Фелікс Коста                                   |           |
| Сан-Паулу                  | Гімн штату Сан-Паулу (порт. Hino do Estado de São Paulo)                     | 10 липня 1974     | Гільєрме де Алмейда                     | Без мелодії                                           |           |
| Санта-Катарина             | Гімн штату Санта-Катаріна (порт. Hino do Estado de Santa Catarina)           | 6 вересня 1895    | Горацій Нуньєс Пірес                    | Хосе Бразіліціо де Соуза                              |           |
| Сеара                      | Гімн штату Сеара (порт. Hino do Estado de Ceará)                             | 2003              | Томас Помпеу Феррейра Лопес             | Альберто Непомусено                                   |           |
| Сержипі                    | Гімн штату Сержипі (порт. Hino do Estado de Sergipe)                         | 5 липня 1836      | Мануел Жоакім де Олівейра Кампос        | Хосе де Санта Чечілія                                 |           |
| Токантінс                  | Гімн штату Токантінс (порт. Hino do Estado de Tocantins)                     | 30 квітня 1998    | Ліберто Коста Повоя                     | Анатонянин Алвес да Роча                              |           |
| Федеральний округ Бразиліа | Гімн федерального округу Бразиліа (порт. Hino do Distrito Federal)           | 19 липня 1961     | Гейр Кампос                             | Нейса Пінхо Франціа Алмейда                           |           |

## Австралія та Нова Зеландія
| Держава        | Назва                                                                                  | Затвердження    | Слова                                             | Мелодія    | Аудіофайл |
| -------------- | -------------------------------------------------------------------------------------- | --------------- | ------------------------------------------------- | ---------- | --------- |
| Австралія      |                                                                                        |                 |                                                   |            |           |
| Тасманія       | «Всі славлять землю, яку ми так обожнюємо» (англ. «All hail the land we love so well») | 1890 (де-факто) | Ф.А. Пакер                                        | Ф.А. Пакер |           |
| Острів Норфолк | «Прийдіть, благословенні» (англ. «Come ye Blessed»)                                    | ?               | Євангеліє від Матвія (розділ 25, вірші 34-36, 40) | ?          |           |
| Нова Зеландія  |                                                                                        |                 |                                                   |            |           |
| Ніуе           | «Бог на небі» (ніуе «Ko e Iki he Lagi»)                                                | 1974            | ?                                                 | ?          |           |
| Острови Кука   | «Бог істинний» (кукс. «Te Atua Mou E»)                                                 | 1982            | Па Тепаеру Теріто Девіс                           | Том Девіс  |           |